# Варан Сальвадора
Варан Сальвадора, артеллия или кабарагойя (Varanus salvadorii, известен также как «крокодиловый» варан) — крупный варан, обитающий в Новой Гвинее и единственный современный представитель подрода Papusaurus, находящегося внутри рода Varanus. Видовое название дано в честь итальянского орнитолога Томмазо Сальвадори (1835—1923). Иногда также встречается название крокодиловый варан (дословный перевод английского названия).
Самый крупный варан в Новой Гвинее и одна из крупнейших ящериц в мире, с самой большой достоверно зафиксированной длиной в не менее 265 см. Варан Сальвадора — древесная ящерица, имеет тёмно-зелёную окраску с рядами желтоватых полос, тупую морду и очень длинный хвост. Он обитает в мангровых болотах и прибрежных тропических лесах в юго-восточной части острова, где является доминирующим хищником и использует свои эффективные зубы для захвата крупной и быстрой добычи. Как и все вараны, варан Сальвадора имеет анатомические особенности, которые позволяют ему проводить более эффективную вентиляцию лёгких во время активного движения, чем остальным ящерицам. Вполне возможно, что он имеет даже большую выносливость, чем другие вараны. Мало что известно о размножении и онтогенезе варанов Сальвадора, так как этот вид варанов очень трудно разводить в неволе.
Аборигены описывают варанов как злых духов, «которые лазают по деревьям, ходят прямо, дышат огнём и убивают людей»; также они считают, что вараны Сальвадора дают предупреждение, если рядом находятся крокодилы.

## Этимология
Этот вид впервые описали Wilhelm Peters и Giacomo Doria в 1878 году. Голотипом послужила самка, длиной от кончика носа до клоаки в 48 см и хвостом длиной 114 см. Видовое название происходит от латинизации фамилии Томмазо Сальвадори, итальянского орнитолога, который работал в Новой Гвинее. Крокодилового варана иногда путают с другой очень крупной ящерицей — полосатым вараном, из-за схожести их научных названий.

## Эволюция
Этот вид относится к роду Varanus, возникшему в Азии около 40 миллионов лет назад и мигрировавшему в Австралию. Около 15 миллионов лет назад столкновение между Австралией и Юго-Восточной Азией позволило варанам занять Индонезийский архипелаг. Варан Сальвадора, на основе исследования митохондриальной ДНК, считается родственником комодского варана и пёстрого варана, но выделяется в отдельный подрод Papusaurus. Согласно выдвинутой гипотезе, эти виды разошлись от общего предка после того как пролив Торрес, отделяющий Новую Гвинею от Австралии, сузился до менее чем 90 км, и вараны смогли преодолеть его вплавь. Тем не менее, сходство между пёстрым и крокодиловым варанами может быть просто примером конвергентной эволюции. Eric Pianka помещает V. salvadorii в «большую австралийскую кладу» варанов, таких как комодский варан, пёстрый варан, гигантский варан, варан Аргуса и варан Гульда.

## Распространение
Самый большой из семи видов варанов, обитающих в Новой Гвинее, варан Сальвадора встречается в Папуа-Новой Гвинее и индонезийском регионе Западное Папуа. Обитает в высоких и низких лесных ярусах равнинных тропических лесов и прибрежных мангровых болот, иногда углубляясь вглубь острова во время наводнений, происходящих в сезон дождей. Не существует никаких подробных исследований, проведённых для изучения распределения и экологии V. salvadorii, поэтому в полном объёме ареал его обитания все ещё неизвестен. Предпочтение труднодоступных для научных экспедиций мест обитания является главным фактором, мешающим детальному изучению этого животного в дикой природе.

## Анатомия
Наиболее характерной особенностью этого вида варанов является его притуплённая морда, что делает варана Сальвадора легко отличимым от любого другого варана, обитающего в Новой Гвинее, и служит причиной возникновения его неофициального названия «древесный крокодил». Тело ящерицы тёмно-зелёное, с кольцами и пятнами жёлтого или белого цвета. Хвост с жёлтыми и чёрными полосками, очень длинный и цепкий. Длина хвоста варана Сальвадора может превышать 2/3 от общей длины как у молодых, так и у взрослых особей. Герпетолог Robert Sprackland указывает, что хвост в среднем составляет 210 % от длины туловища животного. Крокодиловый варан имеет длинные прямые зубы с зазубренными режущими кромками на передней и задней стороне и большие изогнутые когти.
Вараны имеют аэробные способности сопоставимые с таковыми у некоторых млекопитающих и птиц, и в целом полагаются как на анаэробный, так и на аэробный метаболизм. Это достигается с помощью специального насоса, располагающегося в горле животного и способствующему вентиляции лёгких. Большинство ящериц не может бежать и дышать одновременно из-за ограничения Карриера, но вараны являются исключением. Развитие горлового насоса аналогично эволюции диафрагмы у млекопитающих; учёные также установили, что крокодиловый варан имеет наиболее развитый горловой насос из всех изученных ими варанов, что может быть связано с его особо активным образом жизни.

### Размеры
Хотя крокодиловый варан намного менее массивный и тяжёлый, чем комодский варан, он может быть близок к нему по длине. Достоверно известны вараны длиной 244 и 265 см, но крупнейшие индивиды скорей всего могут быть несколько больше. Образец длиной 323 см, по сообщениям, был пойман в Конедобу доктором Ф. Баркером, а несколько других неподтверждённых варанов якобы имели длину около 350 см, 450 см, или даже до 610 см. Но не существует никаких доказательств, даже музейных образцов, подтверждающих существования крокодиловых варанов столь крупных размеров.
Средний размер взрослых особей этого вида составляет около 200 см при массе не менее 5 кг. Самцы, как правило, крупнее самок. 10 измеренных взрослых крокодиловых варанов весили от 5[уточнить] до 6,38 кг при длине от 1,16 до 2,25 м. Средний размер крокодиловых варанов, измеренных в одном исследовании, указывается всего лишь в 99,2 см, а масса — в 2,02 кг, но, выборка, вероятно, включала в себя большое количество молодых животных.

## Поведение

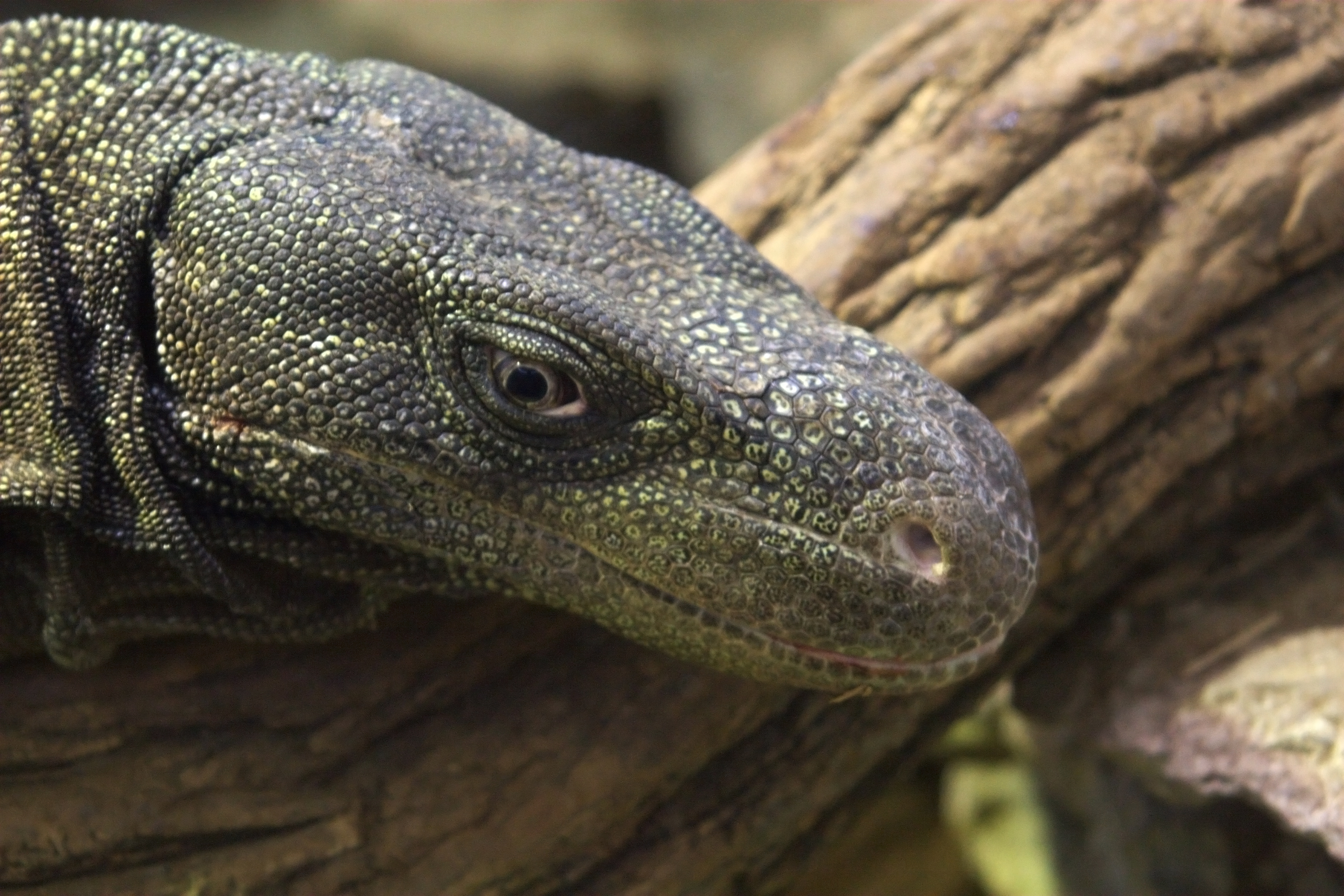
Взрослый варан в зоопарке Цинциннати.

Будучи древесной ящерицей, варан Сальвадора может висеть на ветвях, цепляясь своими задними конечностями и хвостом. Хвост может быть использован не только для захвата ветвей, но и для защиты, однако основная его функция — балансирование при прыжках. Вараны Сальвадора могут приподниматься на задние лапы чтобы осмотреться, подобно тому, как это делают вараны Гульда. В соответствии с утверждениями местных жителей, они издают предупреждающие звуки, когда видят крокодилов. В неволе вараны Сальвадора спят, частично погружёнными в воду, но встречается ли подобное поведение в природе — неизвестно. У частных заводчиков крокодиловые вараны заработали репутацию агрессивных и непредсказуемых животных. Известно несколько случаев, когда они убивали или калечили друг друга при совместно содержании.

### Питание
Варан Сальвадора находится на вершине пищевой цепи в местах своего обитания. Это один из двух современных видов варанов (второй — комодский варан), специализирующихся на захвате относительно крупных животных. Его верхние зубы очень длинные и расположены по вертикали от челюстной кости, предназначаясь для глубокого проникновения в плоть быстро движущейся жертвы, в то время как нижние зубы расположены в мясистой оболочке. На зубах также имеются зазубрины, позволяющие варану не только протыкать, но и с лёгкостью резать или рвать плоть захваченного животного.
В дикой природе вараны Сальвадора питаются птицами и их яйцами — очень часто они ловят попугаев какаду, посещающих зоны сезонного кормления, а также млекопитающими, такими как кускусы и древесные кенгуру, рептилиями — в том числе питонами и даже другими варанами, такими как синехвостый варан, и, как и многие другие вараны, вараны Сальвадора не брезгуют падалью. Местные жители и ряд исследователей сообщают, что крокодиловые вараны способны убивать диких свиней, оленей и охотничьих собак, значительно превышающих себя по размеру, после чего тащат свою жертву на дерево, где потребляют её. Также сообщалось о неспровоцированных нападениях на людей и даже крупный рогатый скот, что удивительно, учитывая относительно небольшой размер хищника. Содержащиеся в неволе экземпляры охотно едят рыбу, лягушек, грызунов, небольших и средних рептилий, кроликов, кур, индеек, и корм для собак.
Варан Сальвадора имеет уникальную охотничью стратегию среди всех варанов — он, как правило, не поджидает животных в засаде, а активно ищет и преследует их, стараясь не столько обездвижить свою жертву, сколько сразу же пронзить зубами её жизненно важные органы. Однако, в ряде случаев наблюдалось, как вараны этого вида поджидали крыс и бандикутов, лёжа на нависающих над тропами ветвях деревьев. Мелкие животные проглатываются варанами Сальвадора целиком, а из крупных они вырывают зубами подходящие куски и глотают.

### Размножение
Размножение варанов Сальвадора наблюдалась только в неволе. Кладка содержит от 4 до 12 яиц, делается в период с октября до января. Яйца могут сильно варьироваться в размерах — от 7,5x3,4 см и до 10x4,5 см, при весе от 43,3 до 60,8 г. Это явление, для которого ещё не найдено объяснений. Большинство кладок в неволе были неудачными, и только четыре успешные вязки были зарегистрированы до сих пор. Детёныши около 45 см в длину и весят около 56 г. Как и у многих других варанов детёныши более яркие, чем взрослые, и питаются преимущественно насекомыми и мелкими рептилиями.

## Природоохранительный статус
Varanus salvadorii в настоящее время находится под защитой СИТЕС (Приложение II), что требует разрешения на вывоз для международной торговли. За кожей варанов Сальвадора иногда охотятся местные племена, чтобы сделать из неё ритуальные барабаны. Крокодиловые вараны содержатся в 17 зоологических парках по всему миру. Общая численность особей в зоопарках США — 52, с неизвестным количеством в частных коллекциях.

### Хозяйственное значение
Вараны этого вида предпочитают атаку отступлению и могут быть очень опасны для домашних животных или человека. Несмотря на то, что кожа крокодиловых варанов используется для изготовления ритуальных барабанов, аборигены редко когда намеренно охотятся на них. Это связано с тем, что охота на этих животных считается довольно опасным занятием, ведь будучи потревоженным, варан Сальвадора, несмотря на свой небольшой размер, способен нанести очень тяжёлые травмы или даже убить человека. Один единственный укус варана Сальвадора вызывает болевой шок у взрослого мужчины, а раздражённый или загнанный в угол варан легко расправляется даже с крупной собакой. Известно что в 1983 году от укуса крокодилового варана погибла папуасская женщина, хотя большинство подобного рода инцидентов скорей всего не фиксируется. Вараны обычно ловятся, случайно попадая в ловушки для других животных.